# クマザサ
クマザサ（隈笹、山白竹、学名：Sasa veitchii）は、イネ科ササ属の植物の1種。ただし、山地に生育する、大型のササ類一般を指す場合も多い。

## 種としてのクマザサ
日本特産の笹（キュー植物園系のデータベース World Checklist of Selected Plant Familiesによればサハリン州の千島列島や樺太 にも見られる）。九州、中国地方、京都府の一部の山地に生える。葉に白い隈取りがあることが名前の由来で、漢字で「隈笹」と書かれる。標準和名をクマザサとよぶ植物は、高さが1 - 2メートル (m) になる大型のササで、葉は長さが20センチメートル (cm) を越え、幅は4 - 5 cm。特徴になっている葉の白い隈取りは若葉にはなく、葉が越冬するときに縁が枯れて隈取りになる。
非常に変異が多く、原名亜種は京都に産するものである。多くの変種が北日本の日本海側を中心に分布する。変種としてオオザサ Sasa veitchii var. grandifolia やチュウゴクザサ Sasa veitchii var. hirsuta がある。チュウゴクザサはクマザサや俗称としてのクマザサのような整った隈取りにはならない。

## 総称、俗称としてのクマザサ
種としては上記のものがクマザサであるが、それ以外にも近似の種が多く、分類は混乱している面もある。
日本のブナ林では林床に大型のササ類が密生することが多く、これらもまとめてクマザサと言われることもある。チシマザサ Sasa kurilensis、スズタケ Sasamorpha borealis、クマイザサ Sasa senanensis、チマキザサ Sasa palmata、ミヤコザサ Sasa niponica などのクマザサと同じササ属 Sasa の笹が往々にしてクマザサ扱いされる。一般的に、多雪の日本海側ではチシマザサ、クマイザサ、チマキザサが、少雪の太平洋側ではスズタケや小型のミヤコザサがその位置を占める。

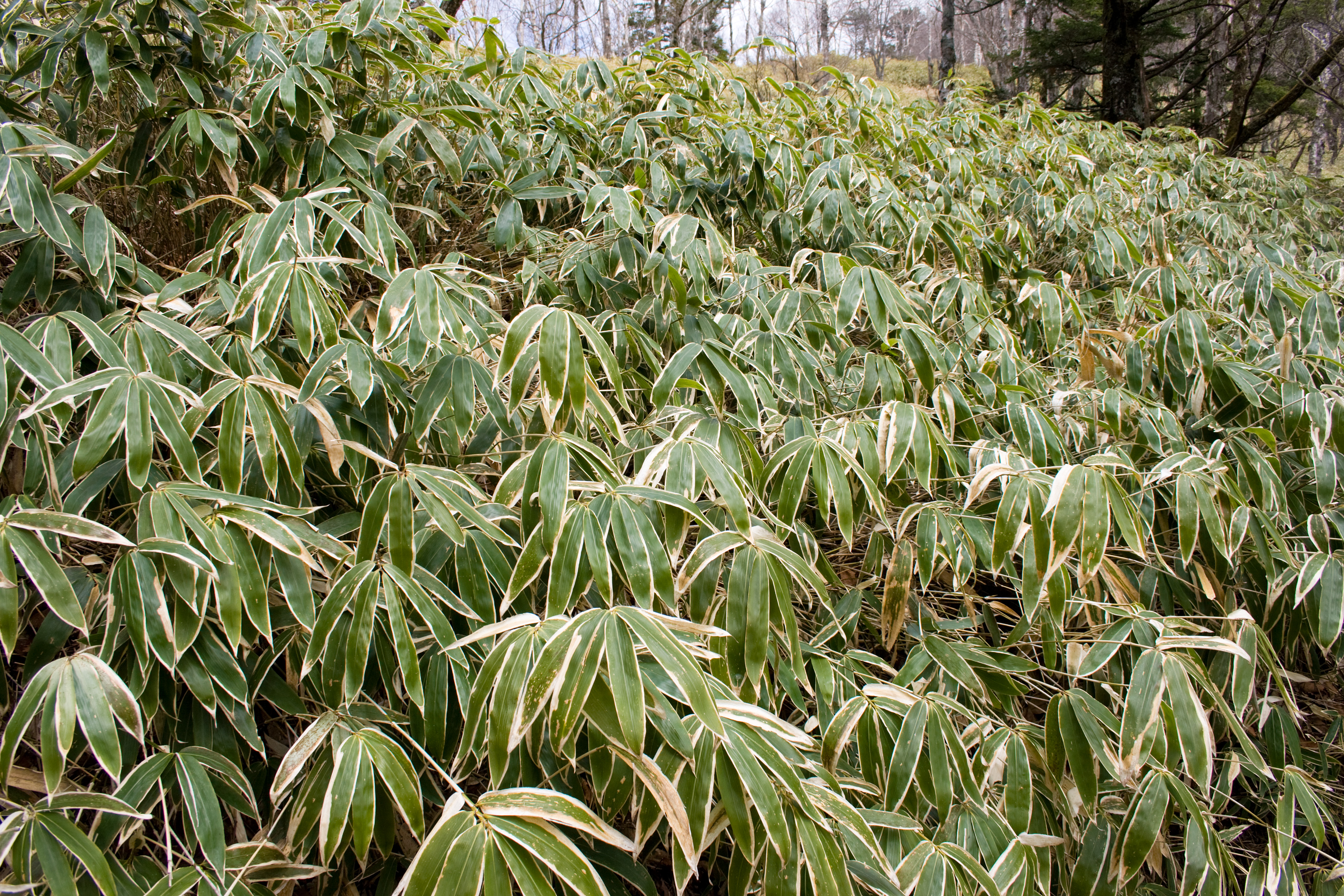
総称としてのクマザサ（種は不明）、大菩薩峠、2008年5月撮影

## 利用
葉の隈取りを愛でて、庭園や公園に栽培されることもある。葉の部分は、さわやかな香りと、さっぱりした味があり、飲料用、薬用などに利用される。

### 食用
笹の葉には優れた抗菌作用・防腐作用があるため、昔から笹寿司（石川・富山および長野・新潟）やちまき、日本料理に使われている。
旧飛騨国（現岐阜県北部）では隈笹の実が野麦（のむぎ）と呼ばれ、野麦峠という地名もある。凶作の年にはその実を食べて飢えをしのいだという。

### 薬用
胃炎、口内炎に効果があるとされ、ビタミンKが多く含まれていることから、歯周病予防、口内炎予防、口臭予防に良いともいわれている。ビタミン、ミネラルなどの栄養素がバランス良く含まれており、漢方では万病に効く薬草として扱われている。葉を薬用するときは収穫はいつでもよく、採集したら細かく刻んで天日干しする。一般に見られるチマキザサなども同様に薬用にできる。
乾燥した葉をフライパンや鍋などで炒ってから、煎じて健康茶として飲まれたり、エキスが健康食品として市販されている。これは高血圧、糖尿病などに効果があるとされるが、ヒトに対する有効性について信頼できるデータはないようである。クマザサの葉を淡竹葉（たんちくよう）という生薬名でいうこともある（ただし、淡竹葉を他植物とする場合もある）。民間療法で、1回20グラムほどの新鮮な葉をミキサーで砕いて、青汁を作って1日2回服用する用法も知られている。胃腸の熱を冷ます薬草効果があるため、胃腸の冷えやすい人や妊婦には使用禁忌だと言われている。